# Meinhard Michael Moser

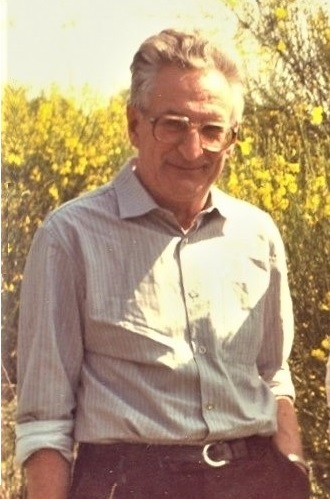
Meinhard Moser in den 80er Jahren

Meinhard Michael Moser (* 13. März 1924 in Innsbruck; † 30. September 2002 ebenda) war ein österreichischer Mykologe, der sich auch als Forstwissenschaftler große Verdienste erworben hat. Sein botanisch-mykologisches Autorenkürzel lautet „M.M.Moser“.

## Biographie
Unterstützt von seinem Großvater, dem Botaniker Emil Heinricher, studierte Meinhard Moser die Fächer Botanik, Zoologie und Chemie an der Universität Innsbruck und promovierte, unterbrochen durch den Zweiten Weltkrieg und zweijährige Kriegsgefangenschaft, 1950 mit der Dissertation Zur Wasserökologie der höheren Pilze, mit besonderer Berücksichtigung von Waldbrandflächen.
1952 übernahm er eine Forschungsstelle an der Forstwirtschaftlichen Bundesversuchsanstalt in Imst, Tirol, die er bis 1968 bekleidete. In dieser Zeit setzte Moser sein in Oxford erworbenes Wissen über Pilzsymbionten in Pionierarbeiten zur Wiederaufforstung von Hochlagen um. Die von ihm damals entwickelten Methoden zur Beimpfung von Bäumen mit ektotrophen Mykorrhizapilzen sind inzwischen weltweit Standard in der forstwirtschaftlichen Praxis. Er setzte im deutschsprachigen Raum neue Maßstäbe zu deren Bestimmung: 1953 erschien die 1. Auflage des „Moser“, das Bestimmungsbuch Die Blätter- und Bauchpilze (Agaricales und Gastromycetes), das nach wie vor im deutschsprachigen Raum ein Standardwerk zur Bestimmung dieser Pilzgruppen ist (letzte Neuauflage 1983). Es ist Teil des bedeutenden naturwissenschaftlichen Nachschlagewerks Kleine Kryptogamenflora, begründet vom Botaniker Helmut Gams.
Moser habilitierte sich 1956 in Pflanzlicher Mikrobiologie und hielt am Institut für Botanik der Universität Innsbruck Vorlesungen zur Mykologie und Mikrobiologie. 1964 wurde ihm der Titel Außerordentlicher Universitätsprofessor verliehen. Aufgrund der zunehmenden Bedeutung seiner Fächer und den Aktivitäten Mosers empfahl die Naturwissenschaftliche Fakultät 1966 dem Bundesministerium für Unterricht die Einrichtung einer neuen Lehrkanzel Mikrobiologie am Institut für Botanik; die Errichtung erfolgte im Jänner 1967. Bereits 1968 wurde Moser zum Ordentlichen Universitätsprofessor ernannt und blieb es bis zu seiner Emeritierung im Jahr 1991. Meinhard Moser war ausgewiesener Experte im Bereich der Haarschleierlinge (Cortinarius).
Meinhard Moser war von 1981 bis zu seinem Tod Direktor des Forschungszentrums für die Mediterrane Flora in Borgo Val di Taro ((PR), Italien). Die Gemeinde dankte es ihm, indem sie eine Straße, die zu seinem Lieblingswald (Stabielle) führt, nach ihm benannte.

## Ehrungen
- 1978 – Clusius-Medaille, Budapest
- 1984 – Ehrendoktorat der Universität Lyon
- 1985 – Kardinal-Innitzer-Preis, Wien
- 1990 – Ehrenbürgerwürde von Borgo Val di Taro, Italien
- 1992 – Mitglied der Ukrainischen Akademie der Wissenschaften[3]
- Ehrenmitglied von mykologischen und botanischen Gesellschaften (Mycological Society of America, Bayerische Botanische Gesellschaft, Deutsche Gesellschaft für Mykologie, Société Mycologique de France, Schweizerische Mykologische Gesellschaft, Ukrainische Botanische Gesellschaft)
- korrespondierendes Mitglied der Österreichischen Akademie der Wissenschaften

Außerdem wurden nach Meinhard Michael Moser 22 Arten (moseri, moserianus oder meinhardii) und zwei Gattungen (Moserella und Chromosera) benannt.

## Schriften
- Moser, M. 1950. Neue Pilzfunde aus Tirol. Ein Beitrag zur Kenntnis der Pilzflora Tirols. Sydowia 4: 84.
- Moser, M. 1952. Die Gattung Cortinarius Fr. (Schleierlinge) in heutiger Schau. Zeitschr. Pilzk. 21: 1-10.
- Moser, M. 1953. Blätter- und Bauchpilze (Agaricales und Gastromycetes). Kleine Kryptogamenflora Mitteleuropas. Bd. 2: 1-282. G. Fischer. Stuttgart. mit 4 Neuauflagen 1955, 1967, 1978 und 1983.
- Moser, M. 1956. Die Bedeutung der Mykorrhiza für Aufforstungen in Hochlagen. Forstwiss. Centralbl. 75: 8-18.
- Moser, M. 1958a. Der Einfluss tiefer Temperaturen auf das Wachstum und die Lebenstätigkeit höherer Pilze mit spezieller Berücksichtigung von Mykorrhizapilzen. Sydowia 12: 386-399.
- Moser, M. 1958b. Die künstliche Mykorrhiza-Impfung an Forstpflanzen. 1. Forstwiss. Centralbl. 77: 32-40.
- Moser, M. 1958c. Die Mykorrhiza - Zusammenleben von Pilz und Baum. Umschau 58: 267-270. 1959
- Moser, M. 1963. Ascomyceten (Schlauchpilze). Kleine Kryptogamenflora Mitteleuropas. Bd. 2a: 1-147. G. Fischer. Stuttgart.
- Moser, M. 1964. Die Mykorrhizafrage bei der Anzucht von Forstpflanzen für das Hochgebirge. Sonderdruck aus: Forstsamengewinnung und Pflanzenanzucht für das Hochgebirge. BLV. München-Basel-Wien: 225-231.
- Moser, M. 1978. Röhrlinge und Blätterpilze. 4. Aufl. Kleine Kryptogamenflora Mitteleuropas. Bd. 2b/2: 1-532. G. Fischer. Stuttgart.
- Moser, M. 1983. Röhrlinge und Blätterpilze. 5. Aufl. Kleine Kryptogamenflora Mitteleuropas. Bd. 2b/2: 1-533. Gustav Fischer. Stuttgart.
- Prast, H., Werner, E.R., Pfaller, W. & M. Moser. 1988. Toxic properties of the mushroom Cortinarius orellanus. 1. Chemical characterization of the main toxin of Cortinarius orellanus (Fr.) and C. speciosissimus (Kühn. & Romagn.) and acute toxicity in mice. - Arch. Toxicol. 62: 81-88.
- Moser, M. & W. Jülich. 1985–2003. Farbatlas der Basidiomyzeten. Lieferungen 1-21. G. Fischer. Stuttgart.
- Peintner, U., Moser, M., Thomas, K.A. & P. Manimohan. 2002. First records of ectomycorrhizal Cortinarius species (Agaricales, Basidiomycetes) from tropical India and their phylogenetic position based on rDNA ITS sequences. Mycol. Res.